# Bitwa pod La Rochelle
Bitwa pod La Rochelle – starcie zbrojne, które miało miejsce 22 czerwca 1372 roku w ramach wojny stuletniej. W bitwie wzięły udział siły morskie Anglii oraz połączone siły francusko-kastylijskie. 
Anglicy posiadali ponad 50 okrętów atlantyckich, podczas gdy siły sprzymierzone posiadały 22 galery. 22 czerwca Kastylijczycy podpłynęli pod port w La Rochelle, który był oblegany przez francuskie siły lądowe. W okolicach portu oraz wybrzeża miasta stacjonowała angielska flotylla dowodzona przez Johna Hastingsa. Kastylijczycy wraz z Francuzami, którymi dowodził Ambrosio Bocanegra, zaatakowali siły angielskie.
Anglicy zostali zaskoczeni masowym atakiem kastylijskich galer, przez co nie mogli odpowiedzieć w żaden sposób. Po dokonaniu abordażu, siły sprzymierzone ostatecznie dokończyły dzieła zniszczenia. Bitwa zakończyła się totalnym zwycięstwem sił sprzymierzonych. Straty w zabitych po obu stronach są nieznane. Przypuszcza się, że siły koalicji poniosły minimalne straty. John Hastings, wraz z 400 rycerzami i 8000 żołnierzy, został wzięty do niewoli. Anglicy stracili wszystkie 50 okrętów, które zostały zatopione.
W trakcie drogi powrotnej do Hiszpanii, Bocanegra zdobył cztery okręty, które miały zostać wysłane jako wsparcie dla walczącej pod La Rochelle, floty. Zwycięstwo floty sprzymierzonych pozwoliło siłom koalicji zdobyć dominację na Atlantyku oraz na akwenie kanału La Manche. Anglicy, utraciwszy dominację na morzu, znacznie ograniczyli walki na lądzie, co przyniosło okres dominacji Francji oraz jej sprzymierzeńców w wojnie stuletniej.